# Rio Miljacka
O rio Miljacka é um rio da Bósnia e Herzegovina que cruza Sarajevo e Sarajevo Oriental. É muito conhecido por ser o Rio de Sarajevo, sendo identificado imediatamente junto à cidade.
O Miljacka é um pequeno rio, com uma extensão de apenas 38 km no seu trajeto de leste para oeste. Sua vazão é de 5,7 m³/s no trecho que passa em Sarajevo, sendo um tributário da margem direita do rio Bosna. O rio tem origem na confluência dos rios Paljanska Miljacka e Mokranjska Miljacka. O Paljanska Miljacka, com 13 km de extensão, nasce a cerca de 10 km da cidade de Pale, nas escarpas de Jahorina próxima a Begovina. O Mokranjska Miljacka, 21 km de extensão, nasce numa grande e inexplorada caverna, próxima à vila de Kadino Selo a 1135 m de altitude, nas escarpas dos montes Romanija.
Por sua vazão tão baixa, o lento rio Miljacka é conhecido por seu odor peculiar e por suas águas barrentas e escuras. Mesmo assim é amado pelos moradores de Sarajevo, onde há muitas pontes que o cruzam, incluindo a famosa Ponte Latina nas proximidades da qual ocorreu em 1914 o assassinato do Arquiduque Francisco Fernando. E por causa da pouca profundidade do rio (10 m no local), um dos terroristas Nedeljko Čabrinović tentou se matar se jogando no rio depois de ingerir cianeto, mas falhou, foi capturado e preso.

## Pontes
Há mais de uma dúzia de pontes sobre o rio Miljacka:
- Ponte Šeher-Ćehaja
- Careva ćuprija
- Ponte Latina
- Ponte Ćumurija
- Ponte Drvenija
- Ponte Čobanija
- Festina lente
- Ponte Skenderija (mais conhecida como Ajfelov)
- Ponte Suada e Olga (mais conhecida como Vrbanja)
- Ponte Bosmal Bridge (Ponte malaio-bosníaca)